# Фосфорен
| Фосфорен                     | Фосфорен                 |
| Общие                        | Общие                    |
| ---------------------------- | ------------------------ |
| Наименование                 | Фосфорен                 |
| Традиционные названия        | Монослой фосфора         |
| Методы получения             | Механическое расщепление |
| Структура                    |                          |
| Кристаллическая структура    | Орторомбическая решётка  |
| Постоянная решётки           | [0,44, 0,33] нм          |
| Химические свойства          |                          |
| Химическая формула           | Pn                       |
| Известные соединения         |                          |
| Электронные свойства         |                          |
| Эффективная масса электронов | 0,26m0                   |
| Эффективная масса дырок      | 0,34m0                   |
| Зонная структура             |                          |
| Проводящие свойства          | Полупроводник            |
| Ширина запрещённой зоны      | 1,75 эВ                  |

Фосфорен — двумерная аллотропная модификация фосфора, которая получается из чёрного фосфора разделённого на моноатомные слои. Структура фосфорена похожа на более известное соединение — графен, что нашло отражение в названии. В отличие от графена фосфорен является полупроводником с запрещённой зоной равной 1,75 эВ. Впервые фосфорен получен в 2014 году методом механического расщепления. Графен и фосфорен единственные стабильные простые вещества которые можно получить расщепляя трёхмерные кристаллы.
Транспортные измерения образцов, осаждённых на окисленную кремниевую подожку, показали что фосфорен обладает анизотропной проводимостью, а именно эффективная масса электрона зависит от направления его движения в кристалле. Фосфорен обладает p-типом проводимости, что позволило реализовать CMOS инвертор на фосфорене и транзисторе n-типа сделанным из MoS2.